# Haworthia pubescens
Haworthia pubescens är en grästrädsväxtart som beskrevs av Martin Bruce Bayer. Haworthia pubescens ingår i släktet Haworthia och familjen grästrädsväxter.

## Underarter
Arten delas in i följande underarter:
- H. p. livida
- H. p. pubescens